# Nuraghe Zuras
Il nuraghe Zuras è un nuraghe di tipo monotorre situato nei pressi di Abbasanta (OR).

## Descrizione
Il nuraghe è stato datato ad una fase avanzata dell'età nuragica, compresa tra il XIV e il XII secolo a.C.
È importante per la precisione della tecnica costruttiva che vede la messa in opera di grossi blocchi di basalto accuratamente squadrati, in particolare gli stipiti e l'architrave dell'entrata.
All'ingresso si trova, sulla sinistra, la rampa che conduceva alla terrazza superiore, dalla quale sono visibili altri nuraghi del circondario, mentre sulla destra è presente nella muratura una nicchia.
Nella camera si notano le tre grandi nicchie ogivali alle pareti, il focolare centrale, e ancora integra, la thòlos che ne costituisce il soffitto.
Esternamente, nella parete del lato orientale si trovano delle cavità disposte ad intervalli regolari che si pensa servissero ad inserire dei pali di legno, forse per sostenere una rampa esterna.